# 女豹シリーズ
『女豹シリーズ』（めひょうシリーズ）は、大藪春彦が発表したハードボイルド小説シリーズ。

## 概要
1980年3月に角川文庫より第1作『非情の女豹』が書き下ろし刊行され、後にシリーズ化された。大藪作品の中では珍しく、女性を主人公にしたシリーズものである。
レズビアンでSMプレイを好む「殺人マシーン」小島恵美子を主人公としており、大藪の他シリーズ主人公・伊達邦彦も終盤で登場している。

## 主人公・小島恵美子
小島 恵美子（こじま えみこ）は、女豹シリーズの主人公を務める女性。31歳、身長167cm、体重50kg、B98・W58・H94。
明和大学動物学講師。スペイン人の母親を持つハーフで、スイスの私立高校からオックスフォード大学へと進学し、動物学を専攻する。ハイエナの研究のために滞在したザンビアで、そのセックスアピールや男に心を動かさぬ性格、及び高い身体能力を買われ、国際秘密組織スプロ（SPRO）の「死刑執行人」としてスカウトされる。なお、動物学の研究そのものは執行人となった後もライフワークとして続けており、時折その知識を披露することもある。
当初は莫大な金銭報酬を目当てとしてスプロに与していたが、そのうち「命がどうなるか分からぬスリル」や、「自身のサディスティックな本能の充足」も大きな動機となっている。
様々な凶器を駆使した高い戦闘能力やハニートラップ、拷問術等を駆使し、ロンドンのスプロ本部で華々しい戦果を挙げるも、現地では面が割れてしまったために、上層部の判断でスプロ日本支部へと移籍した。
SMプレイを好むハードなレズビアンだが、スプロとして挑んだ最後の任務にて、敵の雇った「ある男」に完膚なきまでに敗れた挙句強姦され、以後は男ともベッドを共にするようになる。なお前述のとおり、小島はこの任務を最後にスプロを脱退したが、自身が唯一敗北した「ある男」と再会するため、以後もフリーの暗殺者として活動する。

## 作品
- 非情の女豹
- 女豹の掟
- 蘇える女豹